# Víctor i Eci de Barcelona
|  | Per a altres significats, vegeu «Sant Víctor». |

Víctor de Barcelona (mort cap al 52) és una personalitat llegendària, que una tradició tardana, documentada en obres historiogràfiques del segle xvi, pretén que fos el segon bisbe de Barcelona, el primer màrtir de la ciutat. Eci de Barcelona és citat per les mateixes fonts com el seu successor, també màrtir, mort el 93.

## Historicitat
Les primeres fonts que el citen són del segle xvi. Jeroni Pau el cita com a primer bisbe de la ciutat, però situat al segle iv, i Vicenç Domènec i Francisco Diago el citen com a primer bisbe sant però no canonitzat oficialment, al segle i. No hi ha, però, cap fonament ni font històrica que doni suport a la teoria; ans al contrari, no es troben mencions de la diòcesi de Barcelona fins al segle iv. Cap breviari de la catedral el cita amb anterioritat al segle xvi. En canvi, no és citat per la pretesa crònica de Luci Flavi Dextre, falsificació que va reescriure la història eclesiàstica hispànica. Els bolandistes van recollir la tradició.
Cap a mitjan segle xvii i al segle xviii, altres autors van encarregar-se de demostrar la inconsistència d'aquestes atribucions, però van continuar mantenint-se en alguns santorals i històries locals.

## Llegenda
Segons la llegenda, creada per tal d'endarrerir els orígens del bisbat de Barcelona fins als temps apostòlics, donant-li així més prestigi i preeminència sobre d'altres, Víctor va succeir el bisbe Teodosi, també inexistent i mort cap al 44-47, i va ésser bisbe fins a la seva mort en l'any 52. La tradició vol que podria haver estat nomenat bisbe pel mateix Pere apòstol a Roma. Va morir arran dels conflictes provocats pels seguidors del nicolaïsme i l'hebionisme, heretgies d'origen oriental.
El succeí el també llegendari bisbe Eci de Barcelona, també llegendari i màrtir, cap al 93.

## Veneració
La seva festivitat, conjunta amb la del bisbe Eci, es fixà el 4 d'abril, com figura a les obres dels pares bolandistes, coincidint amb la data de la seva pretesa mort (que va ésser, però, el 14 d'abril i podria tractar-se d'un error). La història del sant té un abast local i mai no ha estat reconeguda per l'Església, per la qual cosa, Víctor de Barcelona no figura al santoral ni al Martirologi romà. A més, l'aparició tardana de la llegenda ha fet que, en aquest cas, no arrelés a la ciutat, on no ha tingut mai cap devoció popular ni un culte reconegut. Només figura en algunes llistes de bisbes i en alguna pintura que pretenia reconstruir-ne la successió.